# Wolfzahnau
Die Wolfzahnau ist ein Landschaftsschutzgebiet im Norden von Augsburg. Es umfasst 76 Hektar.

## Lage
Die Wolfzahnau liegt im nördlichen Augsburger Stadtgebiet im Stadtbezirk Augsburg-Rechts der Wertach zwischen den Stadtteilen Oberhausen und Firnhaberau. Sie wird von beiden Seiten von den zwei größten Flüssen Augsburgs, der Wertach und dem Lech, eingegrenzt. Im nördlichen Ende der Wolfzahnau mündet die Wertach in den Lech. Der Bereich östlich der Wertach wird durch den Auslaufkanal (39 m³/s) begrenzt, welcher durch den Zusammenfluss von Stadtbach und Proviantbach entsteht. Dieser Teil ist daher nicht zugänglich. Das Landschaftsgebiet ist hauptsächlich von Auwäldern bedeckt, welche früher weite Teile des Lech- und Wertachufers beherrschten.
Die Verordnung der Stadt Augsburg vom 30. Juli 1998 benennt die Schutzzone als „die Landzunge im Zusammenfluss von Lech und Wertach mit dem von Stadtbach und Proviantbach durchflossenen urwaldähnlichen Auwald einschließlich des Flussbettes des Lechs mit seinen Kiesflächen …“

## Namensherkunft

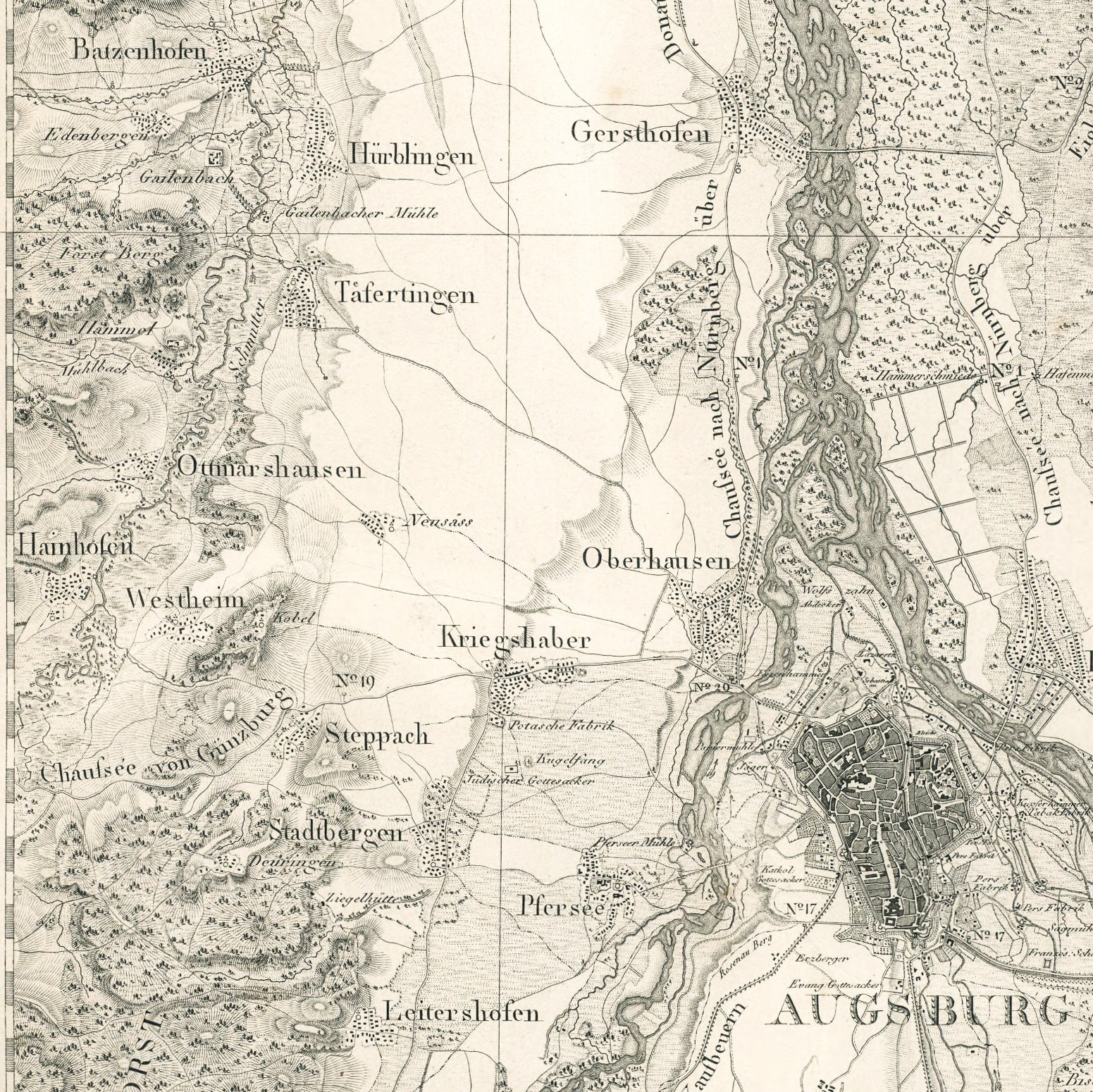
Topographischer Atlas vom Königreiche Baiern, 1:50000, vor 1830, Blatt 69: Das Gebiet ist mit „Wolfszahn“ bezeichnet.

Das Gebiet trug bis zum Ende des 19. Jahrhunderts verschiedene Bezeichnungen, darunter auch die Bezeichnung „Wolfszahn“ (mit Fugen-s). Auf ihm befand sich der Gasthof „zum Wolfszahn“. Am 29. März 1879 beschloss der Augsburger Magistrat, die Einöde nach dem Gasthof in „Wolfzahnau“ umzubenennen. Dies erfolgte am 10. Mai 1879. Der Zusatz „Au“ bezieht sich auf die Flussaue. Das Fugen-s ging bei dieser offiziellen Benennung offenbar verloren.
Zur älteren Namensherkunft gibt es Hypothesen:
1. Es könnte sich um einen abgewandelten alten Flurnamen handeln, der das spitz zulaufende Mündungsgebiet der Wertach in den Lech als Zahn eines Wolfes beschrieb. Die heutige markante Form einer Spitze ist jedoch erst seit der Begradigung der beiden Flüsse klar ausgeprägt, auf Karten bis zur Mitte des 19. Jahrhunderts ist das Gebiet reich an mäandrierenden Flusskurven, Nebenarmen und Kiesbänken.
2. Etymologen der Renaissance führten das lateinische Wort „Licus“ für den Lech fälschlich auf das altgriechische Wort „Lykos“ (Wolf) zurück. Deswegen wurde in dieser Zeit auch am Augsburger Augustusbrunnen die Figur des Flussgottes Lech mit dem Attribut eines Wolfsfells ausgestattet.

## Geschichte

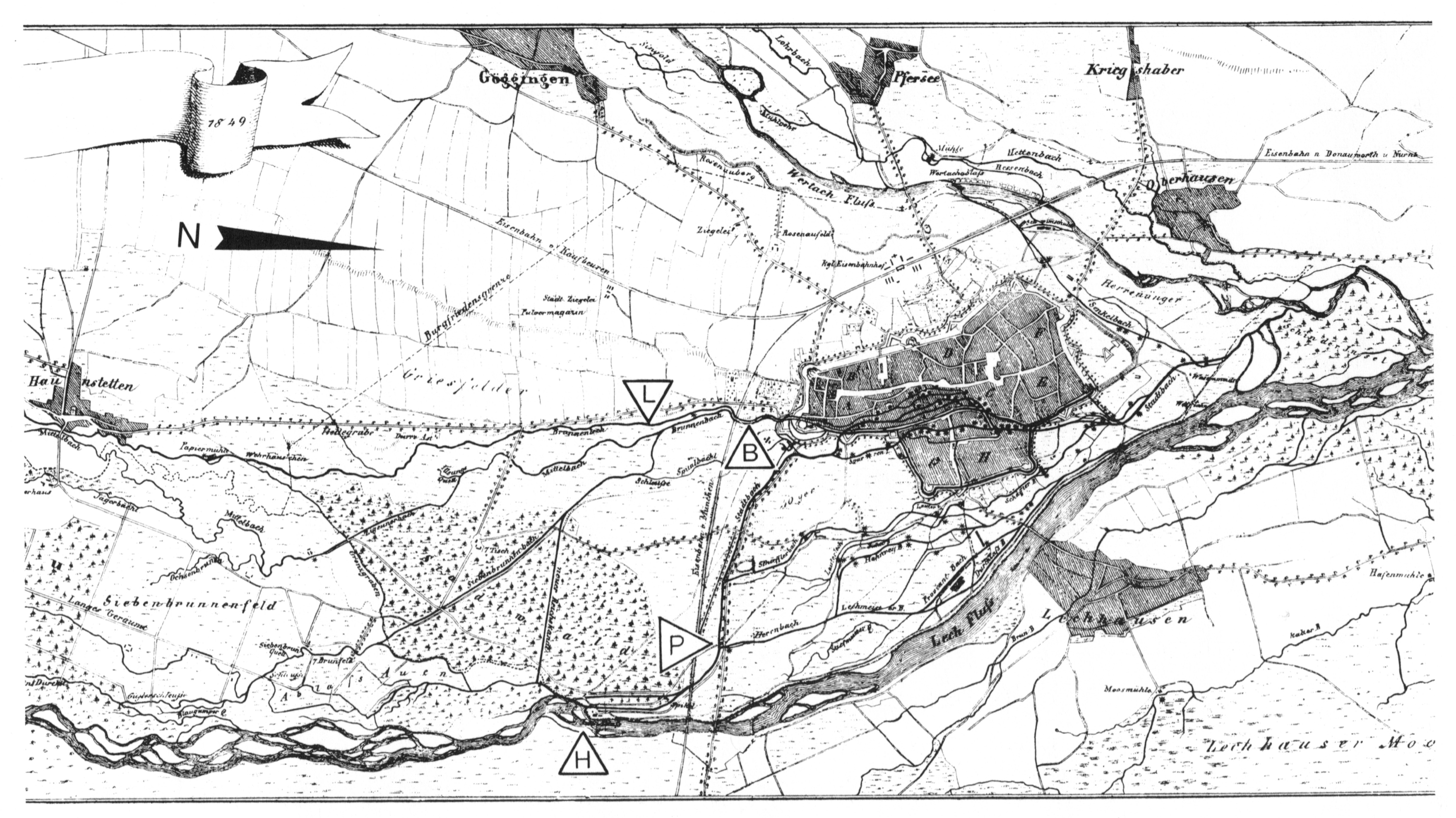
Hydrographische Charte von Augsburg und seinen Umgebungen, 1849. Die Wolfzahnau ist als „Schinderinsel“ eingezeichnet.

Die Wolfzahnau gehörte lange zum bayerischen Lechhausen, das bis zur Eingemeindung 1913 eigenständig war. Am 18. März 1854 wurde das bewaldete Gebiet dem Hoheitsgebiet der Stadt Augsburg zugeschlagen.
In der Wolfzahnau befand sich über einen langen Zeitraum ein „Schinder“ (Abdecker). Daher trug sie auch den Namen „Schinderinsel“.
Im Jahr 1881 plante die Stadt Augsburg, auf der Fläche der Wolfzahnau einen Waldfriedhof oder Zentralfriedhof zu errichten. Stadtbaurat Ludwig Leybold legte 1884 detaillierte Pläne vor. Die Ausführung hätte große Eingriffe in die Landschaft mit sich gebracht, z. B. eine Begradigung des Lechlaufs. Aufgrund von Naturschutz-Bedenken wurde der Friedhof schließlich nicht gebaut. Der Lech wurde später dennoch massiv begradigt.
Am 29. Mai 1923 tauschte die Stadt Augsburg das Gelände gegen Ersatzflächen auf der Ostseite des Lechs mit der Maschinenfabrik Augsburg-Nürnberg (MAN). Heutige Eigentümer sind die MAN und die Augsburger Localbahn.
1970 sollte die Berliner Allee durch die Wolfzahnau vierstreifig zur Donauwörther Straße verlängert werden, das Vorhaben wurde jedoch nicht umgesetzt.
Jahrzehntelange Planungen, aus dem Gebiet einen öffentlichen Park zu gestalten, wurden bisher nicht realisiert. Auch gab es des Öfteren Planungen von Industriebetrieben, die Wolfzahnau abzuholzen, um dort zu bauen. Das größte Interesse daran hatte die am Südrand der Wolfzahnau gelegene MAN.

## Wasserkraftwerk Wolfzahnau

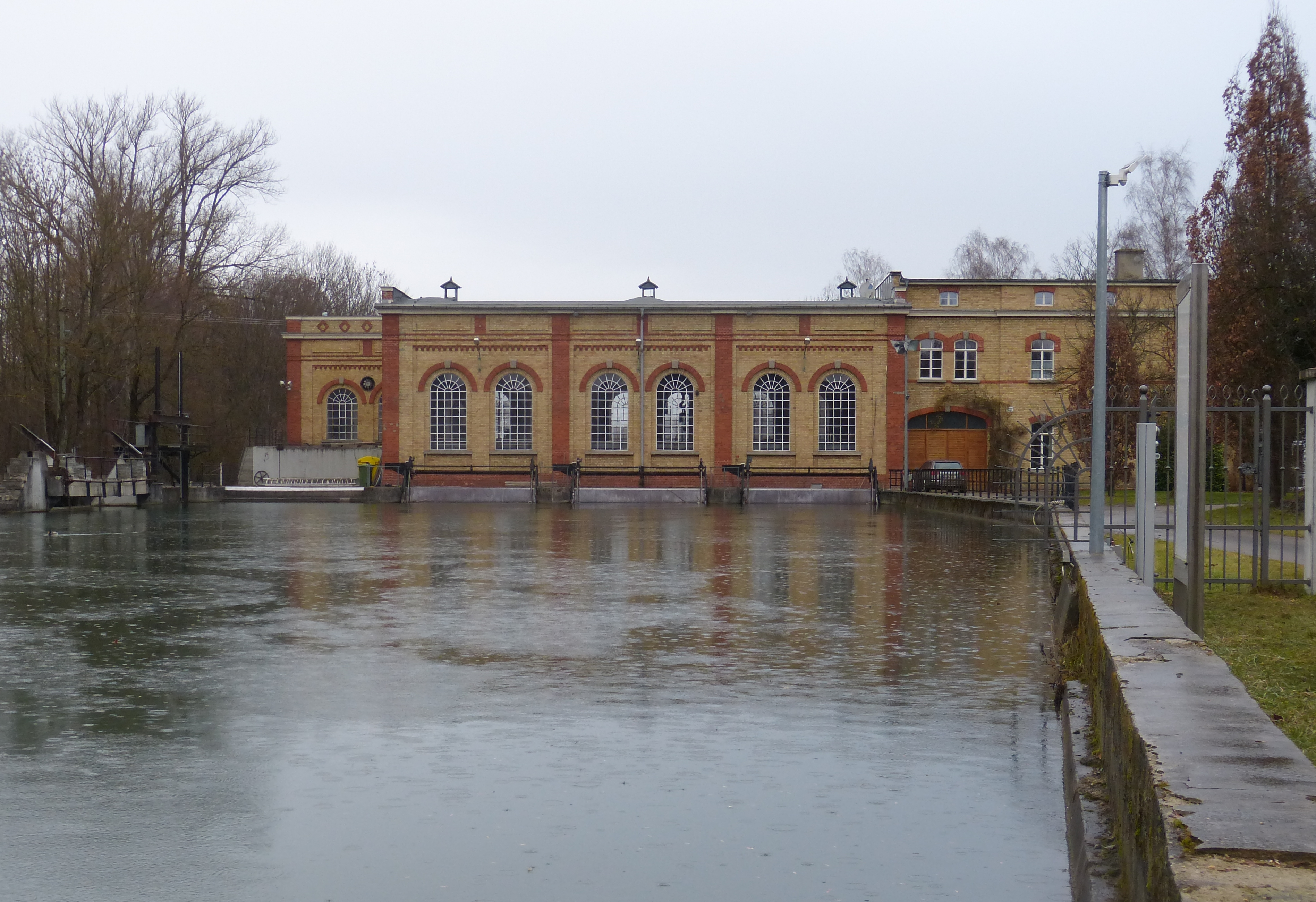
Das Wasserkraftwerk Wolfzahnau

Sämtliche Lech-Kanäle Augsburgs vereinigen sich zum Ende hin in einem einzigen breiten Kanal, dem Auslaufkanal, der zu einem 1902 erbauten, unter Denkmalschutz stehenden Wasserkraftwerk führt.

## Einzelnachweise

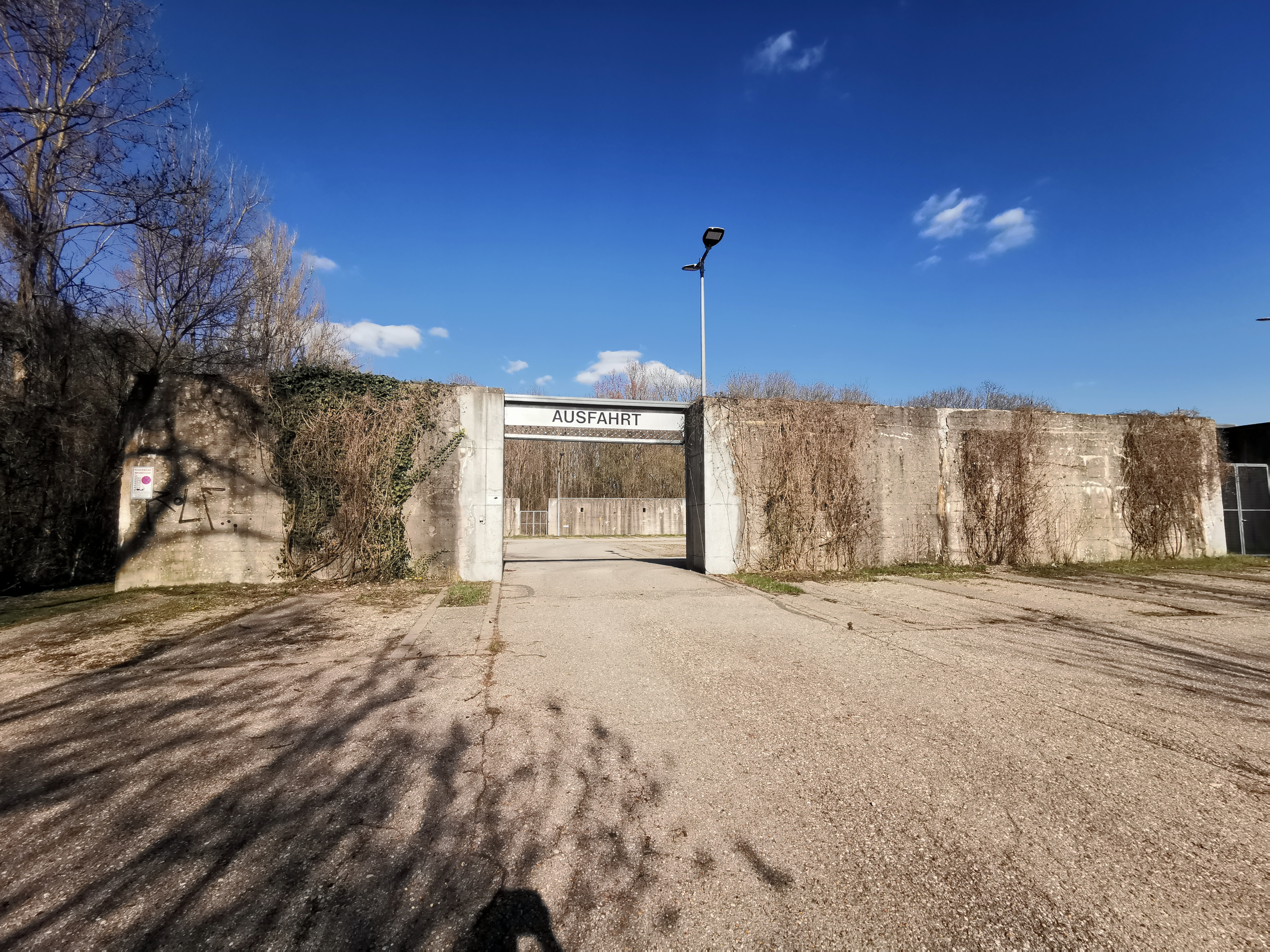
Relikt aus der Vergangenheit. Bunkerruine Arno, heute Parkplatz von MT Aerospace.

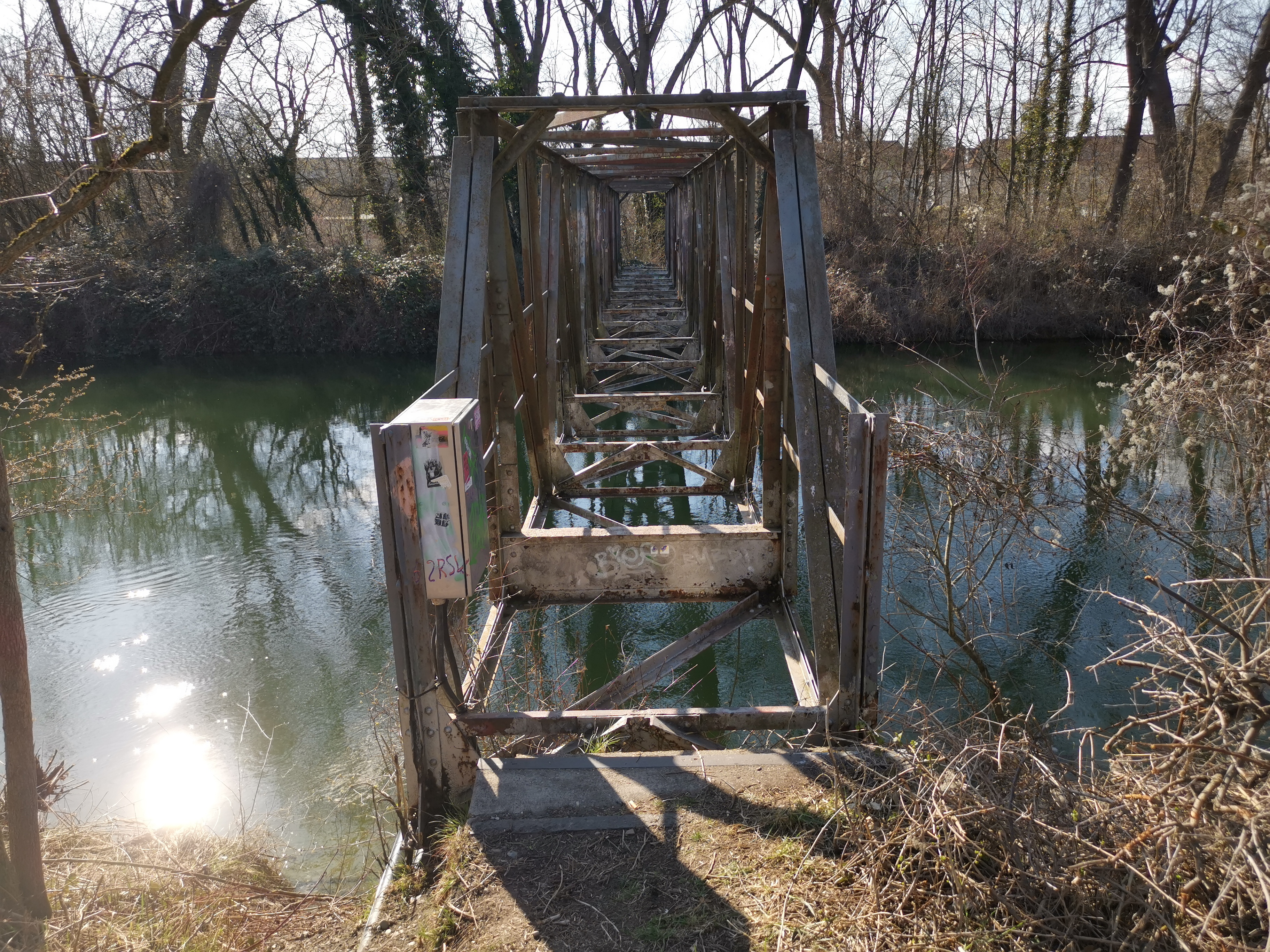
Verfallene Brücke über den Proviantbach in der Wolfzahnau.

## Kraftwerk Wolfzahnauwehr

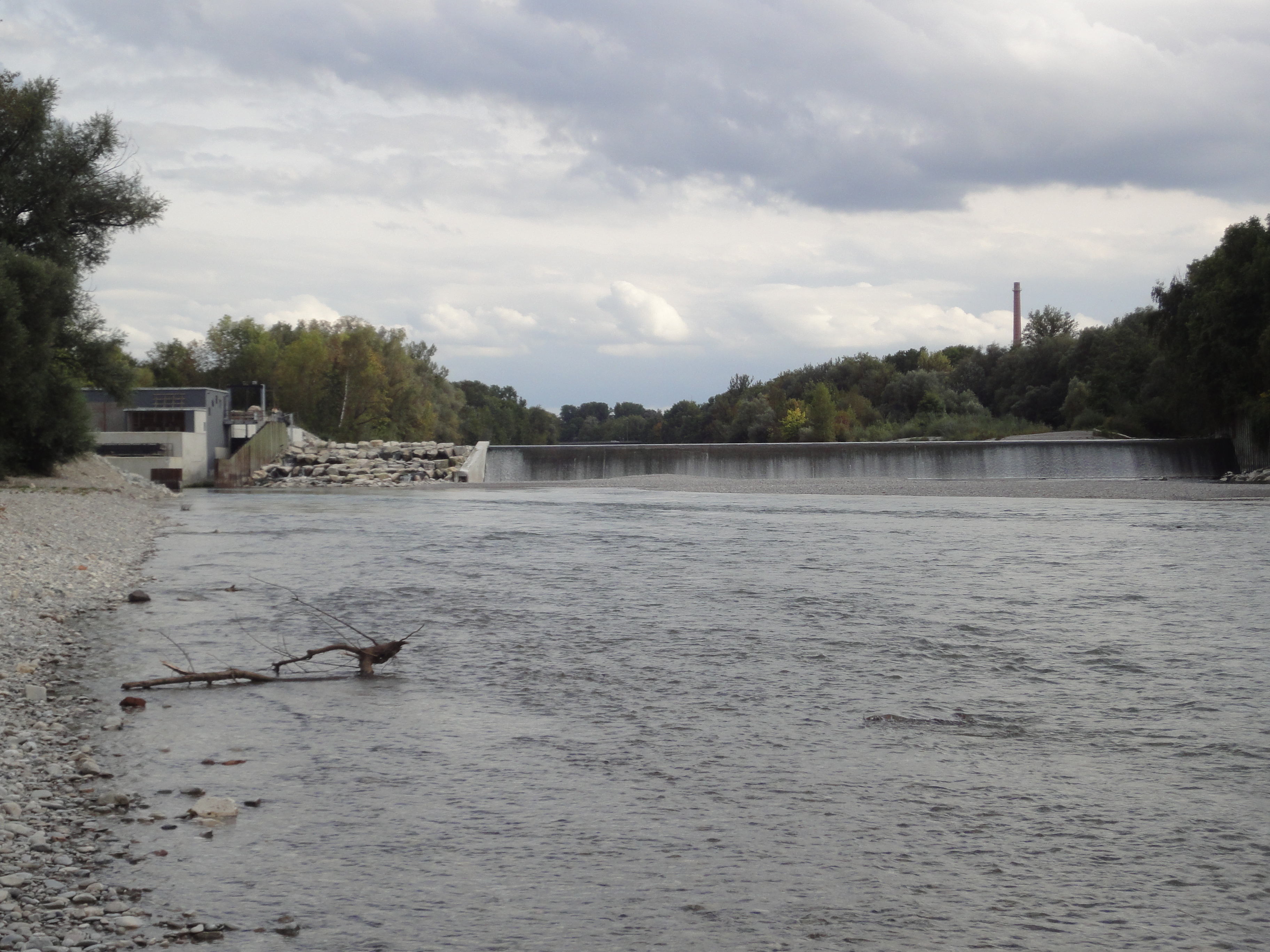
Wolfzahnauwehr mit Turbinenhaus, Fischtreppe und Wehr

Im vereinigten Stadt- und Proviantbach fließen bis zu 35.000 Liter Wasser pro Sekunde. Dies ist etwa dieselbe Wassermenge wie die, welche im Lech neben dem Kraftwerk vorbeifließt. 2007 wurde der Bau eines zweiten Wasserkraftwerks, diesmal am Wolfzahnauwehr am Lech, beschlossen, welches 2009 bis Mai 2010 auf der östlichen Flussseite zusammen mit einer Fischtreppe errichtet wurde.